# Руководство Кабардино-Балкарии с 1991 года
Ниже представлен список руководителей высших органов власти, политических образований на территории нынешней Кабардино-Балкарской Республики с момента провозглашения Кабардино-Балкарской ССР непосредственно в составе СССР, позже Российской Федерации.
| Декларация о государственном суверенитете принята 31 января 1991 года и закрепила статус субъекта Союза ССР. Однако лишение Кабардино-Балкарии статуса АССР не согласовывалось с Конституцией СССР до его распада в декабре 1991 года | Начало полномочий                       | Конец полномочий | Фотография    |
| Председатель Верховного Совета Кабардино-Балкарской ССР Хачим Мухамедович Кармоков (2 мая 1941 — н.в.) В январе 1992 года проведены выборы Президента. После инаугурации В.Кокова должность Председателя Верховного Совета сохранилась, но перестала соответствовать высшему должностному лицу                                                             | 25 декабря 1991                         | 9 января 1992    |               |
| С принятием 25 декабря 1991 года Верховным Советом РСФСР закона о переименовании государства в Российскую Федерацию и внесением 21 апреля 1992 года Съездом народных депутатов РСФСР соответствующих изменений в Конституцию РСФСР, вступивших в силу 16 мая 1992 года, было установлено современное наименование региона: Кабардино-Балкарская Республика |                                         |                  |               |
| Президент КБССР / Кабардино-Балкарской Республики Валерий Мухамедович Коков (18 октября 1941 — 29 октября 2005) Покинул пост досрочно; из-за проблем со здоровьем | 9 января 1992                           | 16 сентября 2005 |               |
| Исполняющий обязанности президента Кабардино-Балкарской Республики Геннадий Сергеевич Губин (6 июля 1944 — н.в.) | 16 сентября 2005                        | 28 сентября 2005 | (отсутствует) |
| Президент / Глава Кабардино-Балкарской Республики Арсен Баширович Каноков (22 февраля 1957 — н.в.) Покинул пост досрочно; по собственному желанию | 28 сентября 2005                        | 6 декабря 2013   |               |
| Глава Кабардино-Балкарской Республики Юрий Александрович Коков (13 августа 1955 — н.в.) | (врио. 6 декабря 2013) 9 октября 2014   | 26 сентября 2018 |               |
| Глава Кабардино-Балкарской Республики Казбек Валерьевич Коков (20 июля 1973 — н.в.) | (врио. 26 сентября 2018) 3 октября 2019 | действующий      |               |